# مفاتیح المغالیق
مفاتیح المغالیق (به معنای کلید قفلها) کتابی به زبان فارسی نوشته محمود دهدار در سال ۹۷۶ ه‍.ق (۱۵۶۸ م) است.
این کتاب در بیان قواعد علم تکسیر (به معنای در هم شکستن اجسام و ترکیب آنها با یکدیگر، نام دیگر جفر یا علم حروف) و جفر جامع و خابیه شمسی و خافیه قمری (نهان و پوشیده) و اسرار اعداد، وفق و کیفیت نقطه و حروف و شرح بینات حروف و خواص هر یک از اینها، با بهره‌گیری از برخی آیات قرآن و گفته‌های بزرگان این فنون و جدول‌هایی برای مطالب و آموزش تطبیقی آنهاست.

## محتوا
عمادالدین محمود دهدار عیانی این کتاب را با یک مقدمه و دوازده فصل و یک خاتمه در ماه جمادی الاول سال ۹۷۶ ه‍.ق نگاشته‌است:
مقدمه) در بیان رموز نقطه و حروف و سر تطبیقات آن با قواعد عددی
فصل اول) در قاعده کتاب جفر جامع و ضابط تقسیم آن
فصل دوم) در طریق کتاب خامسه شمسی
فصل سوم) در شرح خامسه قمری
فصل چهارم) در کیفیت استخراج اسما
فصل پنجم) در شرح و فواید لوحی که مشهور به خاتم سلیمان است
فصل ششم) در قواعد دعوت اسمااللهی
فصل هفتم) در ذکر قواعد دعوت فاتحة الکتاب
فصل هشتم) در قواعد الواح تکسیری وعددی
فصل نهم) در قسمت حروف برمنازل قمر
فصل دهم) در کیفیت اعداد واقلام طلسمات
فصل یازدهم) در ذکر دعوت وزرای اربعه
فصل دوازدهم) دراختیارات اعمال
خاتمه) در فواید متفرقه
نگارنده در پایان این نسخه تاریخ ۱۳۰۵ را گذارده‌است.
آغاز: الحمدلله الذی انزل علی عبده الکتاب …
پایان: ... در این باب حسن می‌دانند و الله اعلم و احکم

## در گفتار دیگران
این کتاب یکی از معتبرترین کتابها در زمینه آموزش علوم غریبه می‌باشد. علامه حسن‌زاده آملی در خصوص علم حروف و این کتاب گفته‌است:

آقایانی که تفسیر انفسی بر قرآن نوشتند باید دانست که آنان به این علم عجیب عنایت دارند. علم حروف خود عالمی است که اصلاً حروف را فرمودند امم این سلسله بسیاری از رمزو رازهای قرآن را بر اساس این دانش شریف بیان می‌کنند. خدای رحمت کند استاد مرحوم شعرانی را که می‌فرمود: آقا اینها دیوانه که نبودند شیخ بهایی، میرداماد، مرحوم دهدار صاحب مفاتیح المغالیق و بسیاری دیگر از دانشمندان را بنگرید که در آثار خود چقدر در ارتباط با علم حروف بحث و گفتار دارند و جناب سید حیدر آملی در تفسیر خود که تفسیر انفسی است بسیار به علم حروف عنایت دارند.
آقابزرگ تهرانی در خصوص این کتاب نوشته‌است:
«فارسی، لمحمود بن محمد دهدار المتخلص بعیانی، مرتب علی مقدمه و اثنی عشر فصلا و خاتمة، و فیه أشیاء مفیدة من قواعد علم التکسیر و ضوابط جفرالجامع أوله: [الحمدلله الذی أنزل علی عبده الکتاب لیکون للعالمین بشیرا و نذیرا بعد الصلاة علی النبی و آله و عترته سیما صاحب سره و أخیه أمیرالمؤمنین (ع) صلوات دائمة إلی یوم الجزاء] الفصل الأول فی قاعدة کتابة الجفرالجامع و تقسیمها، الثانی عشر فی اختیارات الأعمال و حکمیات و عزیمات، و فیه خابیة الشمسی و خافیة القمری و أسرار أعداد الوفقی و کیفیة الحروف و النقطة و خواصها إلی غیر ذلک، نسخه نفیسة تامة عند سیدنا المهدی بن السید إسماعیل الصدر بالکاظمیة و نسخه أخری کانت فی کتب خزانة الحاج مولی علی محمد النجف‌آبادی فی النجف لکنها سرقت و هی بعد بالنجف، کما حکی و علامته إمحاء الوقفیة آلتی علیها، و نسخه عند المیرزا عبدالرزاق الواعظ الهمدانی، و فی مجلدین بمکتبة السید عبدالحسین خازن الحضرة الحسینیة بکربلاء»